# Avalex
Avalex is een afvalverwerkingsbedrijf in Zuid-Holland.
Avalex is op 2 april 2001 opgericht door de gemeenten Leidschendam, Rijswijk en Voorburg. De rechtsvorm van Avalex is de gemeenschappelijke regeling. Dat houdt in dat de deelnemende gemeenten eigenaar zijn van Avalex. Op 1 oktober 2004 trad de gemeente Pijnacker-Nootdorp toe tot de regeling, op 1 januari 2006 Wassenaar, op 1 juli 2007 Delft en op 1 januari 2010 Midden-Delfland.
Avalex verzorgt de huishoudelijke afvalinzameling voor de gemeenten Leidschendam-Voorburg, Rijswijk, Pijnacker-Nootdorp, Wassenaar, Delft en Midden-Delfland. De organisatie heeft de volgende taken: 
- verstrekken van afvaladvies
- voorlichting aan scholen en burgers
- verzamelpunten voor diverse afvalstromen
- ophaaldienst van huishoudelijk afval
- beheer openbare ruimten

Het hoofdkantoor van Avalex bevindt zich in Den Haag. Avalex beheert vier milieuparken in Delft, Rijswijk, Wassenaar en Nootdorp. De milieustraat in Voorburg werd in 2018 gesloten.